# 黄昞禹
黄 昞禹（ファン・ビョンウ、朝鮮語: 황병우/黃昞禹、1931年10月16日 - ）は、大韓民国の政治家、陸軍軍人。第10・12・13代韓国国会議員。本貫は平海黄氏、号は緑水（ノクス、녹수/綠水）。仏教徒。

## 経歴
日本統治時代の慶尚北道青松郡出身。大邱農林高等学校、嶺南大学、同校大学院卒。朝鮮戦争参戦で陸軍連絡将校としてUN軍に派遣勤務。国会議員を3期務めたほか、在郷軍人会青松郡連合会会長、旧新民党青松郡党委員長、新韓党、民韓党、民正党、民自党青松盈徳地区党委員長、民韓党慶尚北道支部委員長を務めた。政界引退後は三者峴サービスエリアの経営を行った。

## エピソード
- 青松から永川までの道路の拡張と舗装を要請するために、当時の建設部（現・国土交通部）長官や関係各所を訪ねるも『10年待ってほしい』と言われた。そのため、1985年6月26日にノグィジェという場所の頂上から郡民とともに裸足で行進するという抗議活動を行い、本来は5日間で52kmを行進する予定であったが、2時間後8キロほど歩いたところで警察などの出動で中止となり、黄昞禹自身も警察車両に強制的に連行された[3]。しかし、この事態により建設部の道路局長が青松を訪れ道路の拡張と舗装を約束し、翌年より工事が行われた[2]。
- 1986年にアメリカより牛肉などを輸入するよう韓国に強く要請されるという事態も起きていた。このことに抗議するため、委員会の会議室で断食による抗議活動を行った。活動は功を奏し、特にタバコの輸入が2年ほど猶予された[2]。